# جو بيني
جو بيني (بالإنجليزية: Joe Penny)‏ هو ممثل بريطاني وأمريكي، ولد في 24 يونيو 1956 بلندن في المملكة المتحدة.

## أعمال

### مسلسلات
- جوال تكساس ووكر
- موردر
- التحقيق في موقع الجريمة
- ميامي
- كولد كيس

## وصلات خارجية
- جو بيني على موقع IMDb (الإنجليزية)
- جو بيني على موقع ألو سيني (الفرنسية)
- جو بيني على موقع أول موفي (الإنجليزية)
- جو بيني على موقع قاعدة بيانات الأفلام السويدية (السويدية)
- جو بيني على موقع إن إن دي بي (الإنجليزية)
- جو بيني على موقع قاعدة بيانات الفيلم (الإنجليزية)
- جو بيني على موقع كينوبويسك (الروسية)